# Каменка (посёлок, Грязовецкий район)
Каменка — посёлок в Грязовецком районе Вологодской области.
Входит в состав Вохтожского муниципального образования (до 7 марта 2013 года входил в Каменское муниципальное образование), с точки зрения административно-территориального деления — в Каменский сельсовет.
Посёлок построен в 1946 году на Монзенской железной дороге при одноимённой станции. До 2009 года в посёлке действовал Каменский лесопункт.
Расстояние по автодороге до районного центра Грязовца — 105 км. Ближайшие населённые пункты — Вострогский, Подкаменка, Кирпичный Завод.
По переписи 2002 года население — 116 человек (55 мужчин, 61 женщина). Всё население — русские.